# Province cisplatine
 (octobre 2023).
Si vous disposez d'ouvrages ou d'articles de référence ou si vous connaissez des sites web de qualité traitant du thème abordé ici, merci de compléter l'article en donnant les références utiles à sa vérifiabilité et en les liant à la section « Notes et références ».
1816–1828
Entités précédentes :
- Provinces-Unies du Río de la Plata (Province orientale du Río de la Plata)

Entités suivantes :
- République orientale de l'Uruguay

Province cisplatine (littéralement « province en deçà du Rio de la Plata ») est le nom donné autrefois par le Brésil à un territoire espagnol qui faisait partie de la vice-royauté du Río de la Plata, puis, dès 1810, une des Provinces-Unies du Río de la Plata avec le nom de Bande orientale (la bande orientale du Rio de la Plata). Possession espagnole en droit, il fut l'objet de nombreuses attaques portugaises. Après l'invasion de 1815, elle fut brésilienne de fait jusqu'à l'indépendance de la Bande orientale, aujourd'hui l'Uruguay.
La Bande orientale avait toujours été une zone tampon peu peuplée entre les empires coloniaux espagnol et portugais. En 1777, sa possession fut attribuée à l'Espagne par le traité de San Ildefonso.
En 1811, José Gervasio Artigas prit la tête d'une révolte contre les Espagnols, qu'il défit à la bataille de Las Piedras. En 1814, il fonda la Liga Federal (Ligue fédérale) et invita d'autres provinces à la rejoindre pour se déclarer indépendantes de l'Espagne.
Le prestige de cette ligue finit par effrayer le Portugal dont le roi Jean VI est alors installé à Rio. Il décida en août 1816 d'envahir la province pour écraser le mouvement. Montevideo fut occupée dès janvier 1817 et Artigas fut définitivement battu lors de la bataille de Tacuarembó en 1820. En 1821, la Province orientale du Río de la Plata fut officiellement annexée par le Brésil sous le nom de « Province cisplatine » (Província Cisplatina), à la suite de l'acclamation générale d'une assemblée de notables le 18 juillet 1821.
Certains territoires de la bande Orientale furent annexés par le Rio Grande do Sul, et la Cisplatine fut réduite à :
- à l'est : l'océan Atlantique ;
- au sud : le rio de la Plata ;
- à l'ouest : le rio Uruguay ;
- au nord : le rio Quaraí jusqu'à la Cuchilla de Santa Ana.

Cependant, les Provinces-Unies du Río de la Plata ne cessèrent de réclamer cette province. En 1825, elles appuyèrent un groupe de nobles uruguayens, les Trente-trois Orientaux, menés par Juan Antonio Lavalleja, qui déclarèrent l'indépendance le 25 août. Cette action provoqua la guerre de Cisplatine, qui aboutit en 1828 au traité de Montevideo à la suite d'une médiation anglaise. Par ce traité fut reconnue l'indépendance de la république orientale de l'Uruguay.